# Akaki Meipariani
Akaki Siemionowicz Meipariani (gruz. აკაკი მეიფარიანი, ros. Акакий Семёнович Мейпариани; ur. 28 lutego 1918 w Tyflisie, zm. 31 grudnia 1995 w Tbilisi) – gruziński szermierz, reprezentant Związku Radzieckiego, uczestnik igrzysk olimpijskich, trener.

## Życiorys
Początkowo uprawiał gimnastykę. Od 27. roku życia trenował szermierkę. Wystąpił na letnich igrzyskach olimpijskich 1952 odbywających się w Helsinkach, podczas których uczestniczył w szpadzie drużynowo wraz z Jurim Deksbachem, Lwem Sajczukiem, Juozasem Ūdrasem i Gienrichem Bułgakowem. Reprezentanci ZSRR zakończyli udział w rywalizacji na pierwszej rundzie, w której przegrali z reprezentacjami Włoch i Stanów Zjednoczonych.
Podczas igrzysk 1956 w Melbourne był trenerem reprezentacji Związku Radzieckiego w pięcioboju nowoczesnym, która zdobyła złoto w rywalizacji drużynowej. Za to osiągnięcie został wyróżniony tytułem Zasłużony Trener ZSRR.
W latach 1956–1969 pełnił funkcję trenera kobiecego zespołu gruzińskiej SRR. Był kierownikiem wydziału szermierki Gruzińskiego Instytutu Wychowania Fizycznego między 1969 i 1974. Był również sędzią międzynarodowym. Związany był z klubem „Bolszewik” Tbilisi.